# Robert FitzRoy
Robert FitzRoy (5. července 1805 Ampton Hall, Suffolk, Anglie – 30. dubna 1865 Lyndhurst House, Upper Norwood, Surrey, Anglie) byl britský námořní důstojník, kapitán slavné lodi HMS Beagle, průkopník v meteorologii, objevitel a hydrograf, stejně jako guvernér Nového Zélandu, během své služby u britského námořnictva dosáhl hodnosti viceadmirála.

## Životopis
Robert FitzRoy se narodil v Ampton Hall v Suffolku v Anglii v britské aristokratické rodině, jejíž příslušníci byli tradičně ve službách Británie.
Z otcovy strany, lorda Charlese FitzRoye, byl Robert ve čtvrtém pokolení pravnukem krále Karla II. Stuarta (1630–1685) a jeho dědem nebyl nikdo menší než britský premiér Augustus Henry Fitzroy, 3. hrabě z Graftonu (1735–1811). Jeho matkou byla dcera první markýzy z Londonderry a nevlastní sestra vikomta Castlereagha, který se stal britským ministrem vnitra. Od čtyř let žil ve Wakefield Lodge v Northamptonshiru v klasicistním palladiánském domě rodiny Graftonů.

### Mořeplavec
V únoru 1818 ve dvanácti letech nastoupil na Royal Naval College v Portsmouthu a v následujícím roce vstoupil do Královského námořnictva (Royal Navy). Ukončil studium s vyznamenáním a 7. září 1824 byl povýšen do hodnosti poručíka, v závěrečných testech získal jako první v historii plný počet bodů. Po službě na HMS Thesis, byl roku 1828 jmenován vlajkovým poručíkem neboli pobočníkem kontradmirála sira Roberta Otwaye, vrchního velitele jihoamerických základen, a sloužil na HMS Ganges. Na slavné lodi HMS Beagle se měl ocitnout už za tři měsíce.
V tu dobu HMS Beagle pod velením kapitána Pringle Stokese prováděla hydrografické výzkumy u Ohňové země a v Magalhãesově průlivu. Stokesovi a jeho lodi velel kapitán Philip Parker King z HMS Adventure. Pringle Stokes podlehl sklíčenosti a zastřelil se, jeho loď pod velením poručíka Skyringa doplula Rio de Janeiro, kde Otway 15. prosince 1828 učinil FitzRoye „dočasným“ kapitánem lodi HMS Beagle. Do návratu do Londýna 14. října 1830 si FitzRoy získal pověst průzkumníka a velitele.
Na zpáteční cestu do Anglie nalodil několik obyvatel Ohňové země.

### Druhá plavba na HMS Beagle
Počátkem května 1831 FitzRoy kandidoval za toryovce v Ipswichi v hlavních volbách, ale neuspěl.
Dne 25. června 1831 byl znovu jmenován velitelem na HMS Beagle. FitzRoy poskytl na lodi místo přírodovědci Charlesi Darwinovi, strávili spolu pět let plavby. Občas se neshodli, třeba když FitzRoy ospravedlňoval otroctví, pro Darwina to dokonce znamenalo odloučené stravování na několik dní. Nicméně Darwin popisuje FitzRoye jako muže se značným osobním kouzlem, s liberálními, otevřenými myšlenkami, jako člověka přístupného názorům.
Po návratu Beaglu 2. října 1836, byl FitzRoy roku 1837 oceněn zlatou medailí Královské geografické společnosti (Royal Geographic Society).
V květnu 1839 publikoval záznamy z cesty HMS Baeglu v Narrative of the surveying voyages of H.M.S. Adventure and Beagle ve čtyřech svazcích, včetně Darwinova Deníku a poznámkek (Journal and Remarks) z let 1832–1836.
Od Charlese Darwina se nakonec distancoval, neboť jeho smýšlení nebylo zase tolik liberální, jak Darwin popisoval. FitzRoy především nemohl připustit odklon od standardních náboženských dogmat, především od potopy světa.

### Guvernérem Nového Zélandu
Roku 1841 byl FitzRoy zvolen za toriovce členem parlamentu za Durham a v roce 1842 se stal správcem Merseyside.
V dubnu 1843 převzal místo Guvernéra Nového Zélandu, kde vydržel až do roku 1845.
Za jeho působení došlo k bojům mezi Maory a novými osadníky – 17. června 1843 došlo k Wairauskému masakru.

### Meteorologie
Protože se FitzRoy nijak nediskreditoval, vrátil se do Anglie a v září 1848 byl jmenován superintendantem Královských námořních loděnic (Royal Naval Dockyards) ve Woolwichi a posléze mu byl v březnu 1849 dán rozkaz k velení fregaty HMS Arrogant. V roce 1851 odešel z aktivní služby, částečně i kvůli podlomenému zdraví, v témže roce byl zvolen do Královské společnosti (Royal Society) za podpory 13 členů, včetně Darwina.
Jako chráněnec Francise Beauforta byl FitzRoy roku 1854 jmenován i na doporučení prezidenta Královské společnosti do čela nového oddělení zabývajícího se sběrem meteorologických dat z moře. Oddělení mělo název Meteorologická statistická centrála při Ministerstvu obchodu a průmyslu (Meteorological Statist to the Board of Trade). Ta byla předchůdkyní dnešního britského Meteorologického úřadu (Meteorological Office).
Sjednal s kapitány lodí poskytování informací o plavbě, zapůjčoval a testoval s jejich pomocí přístroje, které sloužily k získávání dalších přesnějších dat.
FitzRoy při pobytu na HMS Beaglu vytvořil nebo zdokonalil „bouřkovou skleničku“, která se dnes říká FitzRoyův barometr. Byl zodpovědný za navrhování a rozšiřování barometrů, které byly umísťovány v každém přístavu, aby posádky měly přehled o počasí a o stavu moře. Dodnes jsou k vidění v mnoha rybářských přístavech kamenné stavby, kam byly barometry umísťovány.
Vynálezy dalších typů barometrů jsou rovněž spojovány s jeho jménem. Některé z barometrů byly velmi oblíbené a byly vyráběny ještě ve 20. století, byly k nim FitzRoyovy poznámky: „When rising: In winter the rise of the barometer presages frost“ apod.
Když se roku 1859 během bouře potopil Royal Charter, začal FitzRoy pracovat na mapách, které by umožnily zlepšení předpovědi, jak sám píše: „forecasting the weather“ (předpovídání počasí).
Patnáct pozemních stanic na jeho popud zajišťovalo data přenášená telegrafem. FitzRoy tak dostával denní zprávy o počasí s časovými řadami. První denní předpověď počasí byla publikována v deníku The Times v roce 1860 a následující rok byl představen nový varovný systém v hlavních přístavech.
Roku 1863 vydal publikaci Kniha o počasí: Příručka praktické meteorologie (Weather Book: A Manual of Practical Meteorology).
Jeho příspěvek k meteorologii je nezanedbatelný. Rozpracoval problematiku vzduchových hmot a je považován za zakladatele meteorologie vzduchových hmot, roku 1854 spoluzaložil jednu z prvních meteorologických služeb, jež vydávala první oficiální předpovědi, je považován za zakladatele námořní meteorologie. Jako první použil termín synoptická mapa.

### O původu druhů přírodním výběrem
Když bylo Darwinovo dílo O původu druhů přírodním výběrem poprvé vydáno 24. listopadu 1859, cítil se FitzRoy zrazen, cítil vinu za podíl na Darwinově teorii.
V Oxfordu byl právě 30. června 1860, aby prezentoval spisek o bouřích a zúčastnil se setkání Britské asociace pro pokrok ve vědě (British Association for the Advancement of Science), kde ‚Soapy Sam‘ Wilberforce kritizoval Darwinovu teorii. Během diskuze FitzRoy vypadal jako „šedovlasý římský nosatý postarší džentlmen“, stál ve středu obecenstva a „zdvíhal rozměrnou Bibli, nejprve oběma a posléze jednou rukou nad hlavu, a vážně se tázal posluchačů, zda věří Bohu nebo člověku“.
Roku 1863 odešel na odpočinek s hodností viceadmirála. 30. dubna 1865 si vzal život. Je pochován na hřbitově Všech svatých v Upper Norwood v Jižním Londýně.

## Ocenění
Po Robertu FitzRoyovi byla pojmenována hora v jižních Andách – Mount FitzRoy (Cerro Chaltén), pojmenoval ji Francisco Moreno.
Fitzroy River v Západní Austrálii, pojmenoval ji námořní poručík John Lort Stokes, který sloužil po FitzRoyovi na HMS Beagle.
Po Robertu FitzRoyovi je pojmenován rod cypřišovitých dřevin vyskytujících se v Jižní Americe – Fitzroya.